# کا-هیتو
کا-ئیتو (اسپانیایی: K-Hito‎؛ ۱۸۹۰ – ۱۹۸۴) با نام اصلی ریکاردو گارسیا لوپس یک نویسنده، کارگردان فیلم، طنزپرداز، کاریکاتوریست و تهیه‌کننده فیلم اهل اسپانیا بود.
او یکی از اعضاء جنبش ادبی-هنری «نسل ۲۷»، مدیر مسئول چهار مجله اسپانیایی و خالق چندین شخصیت خیالی و همچنین از منتقدان گاوبازی تورئو بود.
او در سال ۱۹۴۰ مجلهٔ هفتگی «دیگامه» (به من بگو) را بنیان نهاد و خودش سردبیر آن شد و در آن با هنرمندانی چون انریکه خاردی‌یل پونثلا، میگل میورا، خوزه لوپس روبیو و آنتونیو لارا دِ گاویلان (مشهور به «تونو») همکاری کرد.
در سال ۱۹۴۹، شهر بییانوئبا دل آرسبیسپو او را «فرزند منتخب» خود لقب داد و یک خیابان را به افتخار او نام نهادند.